# Saison 1994 de l'équipe cycliste Polti-Vaporetto
L'équipe cycliste Polti-Vaporetto dispute en 1994 sa première saison.

## Préparation de la saison 1994

### Sponsors et financements de l'équipe
L'équipe est

### Arrivées et départs
Parmi les recrues pour cette première saison, on retrouve sept membres de cette ancienne équipe avec Bruno Boscardin, Gianni Bugno (vainqueur du Tour d'Italie en 1990, Giovanni Fidanza, Ivan Gotti, Oscar Pelliccioli, Andrea Peron et Mario Scirea. Polti étant en 1993 co-sponsor de l'équipe Lampre, deux coureurs de cette équipe rejoigne les rangs également, avec l'Ouzbek Djamolidine Abdoujaparov et l'Ukrainien Sergueï Outschakov. Gianvito Martinelli de l'équipe Mecair-Ballan et les néo-professionnels Rossano Brasi, Daisuke Imanaka, Georg Totschnig et André Wernli complètent l'effectif.
| Arrivées                 | Équipe 1993                    |
| ------------------------ | ------------------------------ |
| Djamolidine Abdoujaparov | Lampre-Polti                   |
| Bruno Boscardin          | Gatorade                       |
| Rossano Brasi            | Néo-pro                        |
| Gianni Bugno             | Gatorade                       |
| Giovanni Fidanza         | Gatorade                       |
| Ivan Gotti               | Gatorade                       |
| Daisuke Imanaka          | Néo-pro                        |
| Gianvito Martinelli      | Mecair-Ballan                  |
| Oscar Pelliccioli        | Gatorade                       |
| Andrea Peron             | Gatorade                       |
| Mario Scirea             | Gatorade                       |
| Georg Totschnig          | Néo-pro                        |
| Sergueï Outschakov       | Lampre-Polti                   |
| André Wernli             | Lampre-Polti                   |
| Dimitri Zhdanov          | Novemail-Histor-Laser Computer |

| Départs | Équipe 1994 |
| ------- | ----------- |

## Déroulement de la saison

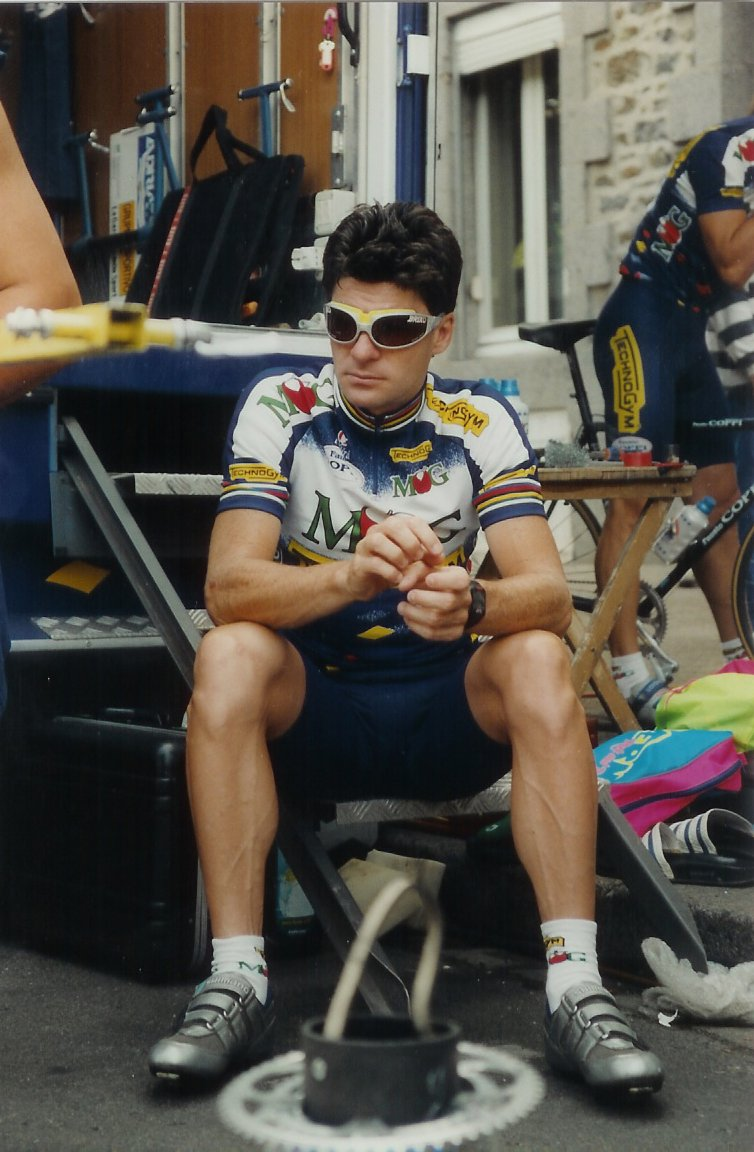
Gianni Bugno, ici au Tour de France 1995, est le premier leader de l'équipe.

L'équipe Polti-Vaporetto est fondée sur les bases de l'équipe italienne Gatorade. Son manager général, Gianluigi Stanga était déjà aux commandes de l'équipe en 1993.

### Début de saison
La première course de la nouvelle équipe est le Tour méditerranéen où Bugno termine huitième du classement général. Après plusieurs autres courses du début de saison en France, Italie ou Belgique, la première grande course arrive au début du mois de mars avec Paris-Nice. Abdoujaparov y est présent notamment et y remporte deux étapes au sprint, la troisième à Clermont-Ferrand et la 8ea qui se termine à Nice. Ce sont les deux premières victoires de l'équipe. À la fin du mois, l'Ouzbek remporte sa troisième victoire de la saison lors de la première étape des Trois Jours de La Panne à Herzele, termine seconde de la deuxième à Coxyde, remporte la troisième à La Panne puis cinquième de la dernière étape, un contre-la-montre individuel. Il termine deuxième du classement général dix secondes derrière Fabio Roscioli. Quelques jours plus tard, l'équipe est au départ du Tour des Flandres. Dans le Mur de Grammont, quatre coureurs s'isolent, dont le leader de Polti, Gianni Bugno. Ce dernier s'impose au sprint à Meerbeke devant le tenant du titre le Belge Johan Museeuw (GB-MG Maglificio) et le Moldave Andreï Tchmil (Lotto-Calo).

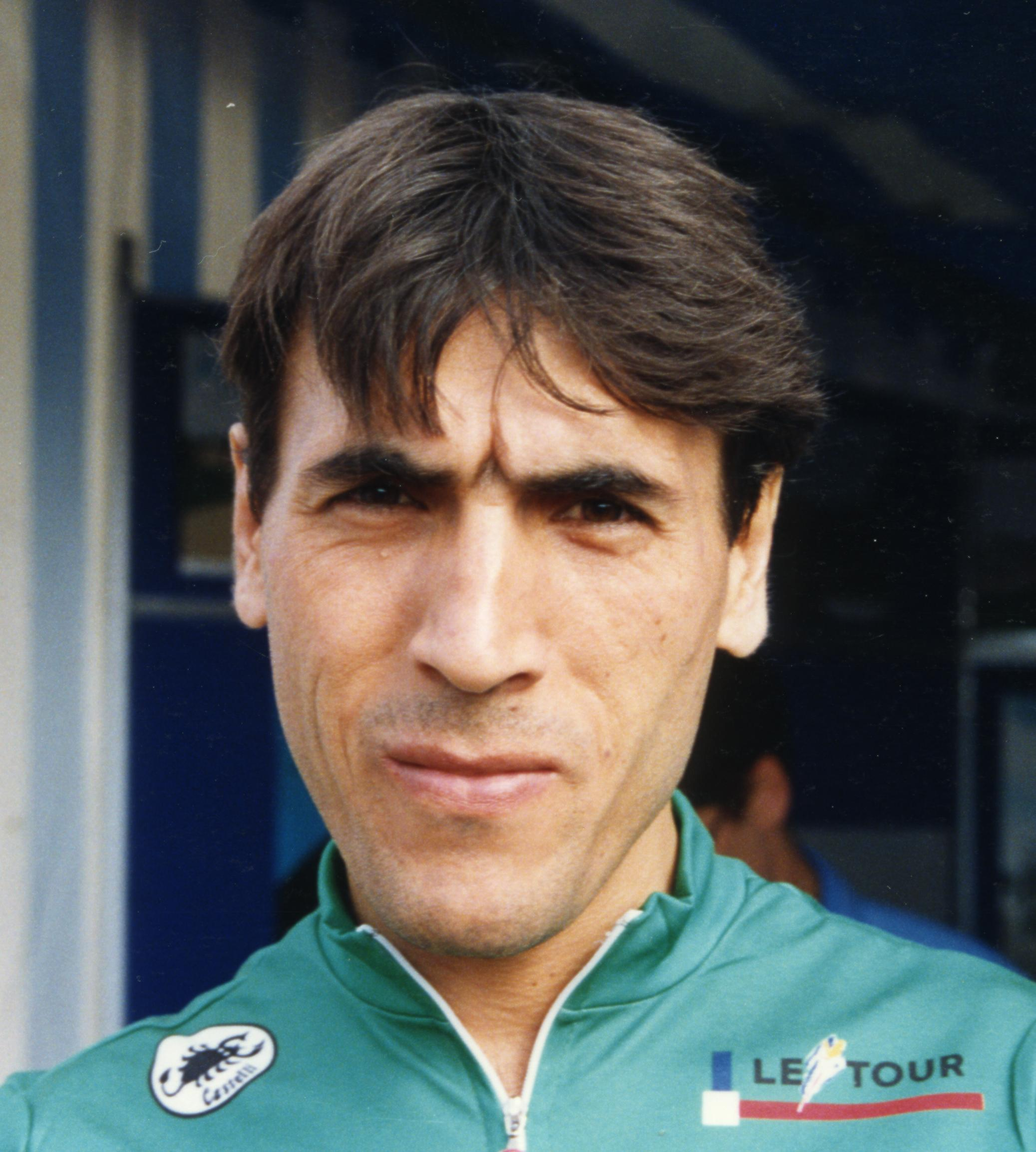
Djamolidine Abdoujaparov, ici lors du Tour de France 1993 remporte les quatre premières victoires de l'équipe.

### Classement par points du Tour d'Italie
Après trois nouvelles victoires d'étapes lors du Tour DuPont par le biais d'Oscar Pelliccioli, Andrea Peron et une nouvelle fois Abdoujaparov (Peron terminant 3e du classement général), l'équipe est au départ de son premier grand tour, le Tour d'Italie. Elle s'y présente à Bologne avec une équipe homogène pouvant prétendre au classement général et aux victoires d'étapes, avec notamment le vainqueur de l'édition 1990 Bugno, son sprinteur Abdoujaparov, ou encore le vainqueur du classement par points de l'édition 1989 Giovanni Fidanza. La course débute bien avec un premier top 5 lors du contre-la-montre de l'étape 1b autour de Bologne, Gianni Bugno remporte la troisième étape légèrement détaché devant le premier groupe, devançant de deux secondes Stefano Zanini (Navigare-Blue Storm) et Davide Rebellin (GB-MG Maglificio). il remonte à cette occasion second du classement général. Quelques jours plus tard, lors de la 10e étape tracée autour de la ville de Marostica, Abdoujaparov l'emporte au sprint devant Giovanni Lombardi et Fabio Baldato puis termine deuxième de la 11e étape derrière Jan Svorada. Lors de la 16e étape, l'Ouzbek s'empare une première fois du maillot cyclamen de leader du classement par points. Il le cède deux jours plus tard au profit du Russe Evgueni Berzin (Gewiss-Ballan) lorsque ce dernier remporte le contre-la-montre du Passo del Bocco. Cependant, la dernière étape arrivant à Milan au cours de laquelle il termine une nouvelle fois deuxième derrière Stefano Zanini lui permet de reprendre le maillot et de terminer ce Giro en tête du classement par points. Il gagne également le maillot bleu du classement Intergiro. Bugno termine quant à lui 8e du classement général final. En parallèle de la course italienne, l'équipe remporte trois étapes de la course allemande Hofbrau Cup par l'intermédiaire de Bruno Boscardin, Andrea Peron (2e du classement général) et Gianvito Martinelli.

### Classement par points du Tour de France
L'équipe prend ensuite part au Tour de France dont le grand départ se situe à Lille. L'épreuve commence bien pour l'équipe avec la victoire lors de la première étape en ligne à Armentières d'Abdoujaparov et qui prend à cette occasion le maillot vert de leader du classement par points. Avec notamment deux deuxièmes places lors des 6e et 7e étapes, l'Ouzbek accentue son avance en tête du classement tout au long de l'épreuve. Il y remporte une nouvelle victoire d'étape lors de la 20e au Lac de Saint-Point en devancant Ján Svorada et Silvio Martinello et remporte le lendemain le maillot vert du classement par points. Au classement général, Oscar Pelliccioli est le meilleur coureur de l'équipe avec une 15e place, à un peu plus d'une demi-heure du vainqueur, l'Espagnol Miguel Indurain (Banesto). En suivant, au cours du mois d'août, l'équipe remporte de nouvelles victoires avec le Mémorial Rik Van Steenbergen, la Polynormande et deux étapes du Tour des Pays-Bas remportés par Abdoujaparov, la Continentale Classic par Giovanni Fidanza et la Coppa Agostoni par Oscar Pelliccioli.
L'équipe termine donc la saison avec 22 victoires, dont 12 pour Abdoujaparov. C'est d'ailleurs ce dernier qui est le meilleur coureur de l'équipe au classement UCI avec une 10e place. Au classement de la Coupe du monde, c'est Gianni Bugno le meilleur, avec une 7e place.

## Effectif
| Effectif 1994                                | Effectif 1994     | Effectif 1994 | Effectif 1994                         |
| Cycliste                                     | Date de naissance | Pays          | Équipe précédente                     |
| -------------------------------------------- | ----------------- | ------------- | ------------------------------------- |
| Djamolidine Abdoujaparov                     | 28 février 1964   | Ouzbekistan   | Lampre-Polti (1993)                   |
| Dirk Baldinger (1 sept.–31 déc., stagiaire)  | 27 août 1971      | Allemagne     |                                       |
| Bruno Boscardin                              | 2 février 1970    | Italie        | Gatorade (1993)                       |
| Rossano Brasi                                | 3 juin 1972       | Italie        |                                       |
| Gianni Bugno                                 | 14 février 1964   | Italie        | Gatorade (1993)                       |
| Giovanni Fidanza                             | 27 septembre 1965 | Italie        | Gatorade (1993)                       |
| Ivan Gotti                                   | 28 mars 1969      | Italie        | Gatorade (1993)                       |
| Daisuke Imanaka                              | 24 juillet 1963   | Japon         |                                       |
| Gianvito Martinelli                          | 23 mai 1969       | Italie        | Mecair-Ballan (1993)                  |
| Oscar Pelliccioli                            | 1 juillet 1965    | Italie        | Gatorade (1993)                       |
| Andrea Peron                                 | 14 août 1971      | Italie        | Gatorade (1993)                       |
| Roberto Pistore (1 sept.–31 déc., stagiaire) | 20 mai 1971       | Italie        |                                       |
| Mario Scirea                                 | 7 août 1964       | Italie        | Gatorade (1993)                       |
| Georg Totschnig                              | 25 mai 1971       | Autriche      |                                       |
| Sergueï Outschakov                           | 11 mai 1968       | Ukraine       | Lampre-Polti (1993)                   |
| André Wernli                                 | 7 septembre 1967  | Suisse        | Lampre-Polti (1993)                   |
| Dimitri Zhdanov                              | 14 octobre 1969   | Russie        | Novemail-Histor-Laser Computer (1993) |
|                                              |                   |               |                                       |
| Source : UCI                                 |                   |               |                                       |

## Victoires
| Date       | Course                                | Pays     | Classe | Vainqueur                |
| ---------- | ------------------------------------- | -------- | ------ | ------------------------ |
| 08/03/1994 | 3e étape de Paris-Nice                | France   | ??     | Djamolidine Abdoujaparov |
| 13/03/1994 | 8e étapea de Paris-Nice               | France   | ??     | Djamolidine Abdoujaparov |
| 29/03/1994 | 1re étape des Trois Jours de La Panne | Belgique | ??     | Djamolidine Abdoujaparov |
| 31/03/1994 | 3e étape des Trois Jours de La Panne  | Belgique | ??     | Djamolidine Abdoujaparov |
| 03/04/1994 | Tour des Flandres                     | Belgique | CDM    | Gianni Bugno             |

## Classements UCI

### Individuel
| Rang | Coureur                  | Points |
| ---- | ------------------------ | ------ |
| 10   | Djamolidine Abdoujaparov | 935.80 |
| 20   | Gianni Bugno             | 736.60 |
| 67   | Oscar Pelliccioli        | 355.40 |
| 97   | Andrea Peron             | 245.60 |

### Équipe
L'équipe Polti-Vaporetto a terminé à la Modèle:?? avec ?? points.